# باتريسيا دين
باتريسيا دين (بالإنجليزية: Patricia Dane)‏ هي ممثلة أمريكية، ولدت في 4 أغسطس 1919 في جاكسونفيل في الولايات المتحدة، وتوفيت في 5 يونيو 1995 في بلونتستاون في الولايات المتحدة بسبب سرطان الرئة.

## أعمال

### أفلام
- (1941) جوني إيجر
- (1941) فتاة زيغفيلد
- (1942) ريو تيتا
- (1942) سأجدك في مكان ما

## وصلات خارجية
- باتريسيا دين على موقع IMDb (الإنجليزية)
- باتريسيا دين على موقع قاعدة بيانات الفيلم (الإنجليزية)